# Lioudmila Jouravliova
Pour les articles homonymes, voir Jouravliova.
Lioudmila Vassilievna Jouravliova (en russe : Людмила Васильевна Журавлёва ; en ukrainien : Людмила Василівна Журавльова, Lioudmyla Vasylivna Jouravl'ova), née le 22 mai 1946, est une astronome soviétique, russe et ukrainienne.

## Biographie
Bien que née en 1946 dans la ville de Kozmodemiansk, Jouravliova se considère comme originaire du district de Voskressensk où ses parents sont nés et ont vécu toute leur vie. Elle y a effectué ses études secondaires, puis y a été diplômée au lycée du soir pour jeunes travailleurs. Elle suit ses études universitaire à l'Université d'État de Gorki et y obtient en 1970 un diplôme en mathématiques,.
Elle commence ses recherches en astronomie le 15 mai 1972 comme chercheuse au Groupe de Crimée de l'Institut d'astronomie théorique de Leningrad, et ce jusqu'au 1er juin 1998. De cette date jusqu'à sa retraite, intervenue le 1er décembre 2003, elle travaille à l observatoire d'astrophysique de l'Institut de Crimée.
Elle est nommée présidente du Conseil de Crimée des bienfaiteurs de la « Fondation Prince Clarissimus Alexandre Danilovitch Menchikov », dès la création de cette branche criméenne le 1er juillet 2001.
D'parès le Centre des planètes mineures, elle a découvert 200 astéroïdes à elle seule et 13 en collaboration avec d'autres chercheurs, dont l'astéroïde troyen (4086) Podalire. Zhuravleva classée à la 57e position sur 1429 astronomes en nombre de planètes mineures et d'astéroïdes découverts.
L'astéroïde (26087) Zhuravleva a été nommé en son honneur.

## Distinctions
- Médaille du Conseil astronomique de l'Académie des sciences de l'URSS "Pour la découverte de nouveaux objets astronomiques" (1984)[1]
- Médaille d'argent de la Fondation du Prince Très Sérénissime A.D. Menchikov pour la découverte de planètes mineures et leur donnant les noms "Menchikov" et "Berezov" (1999)[1]
- Lauréate du Forum "Reconnaissance publique" sous le n° 4158 par le Conseil Suprême, pour sa grande contribution au renforcement du pouvoir et de la gloire de la Russie (3 mars 2016)[1]
- Citoyen d'honneur du district municipal de Voskresensky de la région de Nizhny Novgorod le 23 mars 2018[1]

## Astéroïdes découverts
| (1858) Lobachevskij    | 18 août 1972      |
| (1859) Kovalevskaïa    | 4 septembre 1972  |
| (1909) Alekhine        | 4 septembre 1972  |
| (1910) Mikhaïlov       | 8 octobre 1972    |
| (1959) Karbychev       | 14 juillet 1972   |
| (2015) Katchouïevskaïa | 4 septembre 1972  |
| (2098) Zyskine         | 18 août 1972      |
| (2130) Evdokiya        | 22 août 1974      |
| (2173) Maresjev        | 22 août 1974      |
| (2188) Orlenok         | 28 octobre 1976   |
| (2233) Kuznetsov       | 3 décembre 1972   |
| (2283) Bunke           | 26 septembre 1974 |
| (2310) Olshaniya       | 26 septembre 1974 |
| (2374) Vladvysotskij   | 22 août 1974      |
| (2423) Ibarruri        | 14 juillet 1972   |
| (2475) Semenov         | 8 octobre 1972    |
| (2562) Chaliapine      | 27 mars 1973      |
| (2576) Yesenin         | 17 août 1974      |
| (2702) Batrakov        | 26 septembre 1978 |
| (2720) Pyotr Pervyj    | 6 septembre 1972  |
| (2740) Tsoj            | 26 septembre 1974 |
| (2760) Kacha           | 8 octobre 1980    |
| (2768) Gorky           | 6 septembre 1972  |
| (2771) Polzunov        | 26 septembre 1978 |
| (2850) Mozhaiskij      | 2 octobre 1978    |
| (2890) Vilyujsk        | 26 septembre 1978 |
| (2979) Murmansk        | 2 octobre 1978    |
| (3039) Yangel          | 26 septembre 1978 |
| (3067) Akhmatova[1]    | 14 octobre 1982   |
| (3074) Popov           | 24 décembre 1979  |
| (3095) Omarkhayyam     | 8 septembre 1980  |
| (3108) Lyubov          | 18 août 1972      |
| (3157) Novikov         | 25 septembre 1973 |
| (3190) Aposhanskij     | 26 septembre 1978 |
| (3214) Makarenko       | 2 octobre 1978    |
| (3231) Mila            | 4 septembre 1972  |
| (3260) Vizbor          | 20 septembre 1974 |
| (3376) Armandhammer    | 21 octobre 1982   |
| (3410) Vereshchagin    | 26 septembre 1978 |
| (3442) Yashin          | 2 octobre 1978    |
| (3511) Tsvetaeva[1]    | 14 octobre 1982   |
| (3547) Serov           | 2 octobre 1978    |
| (3558) Shishkin        | 26 septembre 1978 |
| (3566) Levitan         | 24 décembre 1979  |
| (3586) Vasnetsov       | 26 septembre 1978 |
| (3587) Descartes       | 8 septembre 1981  |
| (3600) Archimède       | 26 septembre 1978 |
| (3616) Glazunov        | 3 mai 1984        |
| (3622) Ilinsky         | 29 septembre 1981 |
| (3624) Mironov[1]      | 14 octobre 1982   |
| (3655) Eupraxie        | 26 septembre 1978 |
| (3657) Ermolova        | 26 septembre 1978 |
| (3662) Dezhnev         | 8 septembre 1980  |
| (3724) Annenskij       | 23 décembre 1979  |
| (3771) Alexejtolstoj   | 20 septembre 1974 |
| (3803) Tuchkova        | 2 octobre 1981    |
| (3863) Gilyarovskij    | 26 septembre 1978 |
| (3889) Menshikov       | 6 septembre 1972  |
| (3925) Tret'yakov      | 19 septembre 1977 |
| (3930) Vasilev         | 25 octobre 1982   |
| (3940) Larion          | 27 mars 1973      |
| (3964) Danilevskij     | 12 septembre 1974 |
| (3969) Rossi           | 9 octobre 1978    |
| (3971) Voronikhin      | 23 décembre 1979  |
| (4005) Dyagilev        | 8 octobre 1972    |
| (4032) Chaplygin       | 22 octobre 1985   |
| (4053) Cherkasov       | 2 octobre 1981    |
| (4070) Rozov           | 8 septembre 1980  |
| (4086) Podalire        | 9 novembre 1985   |
| (4118) Sveta           | 15 octobre 1982   |
| (4144) Vladvasil'ev    | 28 septembre 1981 |
| (4145) Maximova        | 29 septembre 1981 |
| (4166) Pontryagin      | 26 septembre 1978 |
| (4167) Riemann         | 2 octobre 1978    |
| (4214) Veralynn        | 22 octobre 1987   |
| (4303) Savitskij       | 25 septembre 1973 |
| (4311) Zguridi         | 26 septembre 1978 |
| (4363) Sergej          | 2 octobre 1978    |
| (4366) Venikagan       | 24 décembre 1979  |
| (4430) Govorukhin      | 26 septembre 1978 |
| (4434) Nikulin         | 8 septembre 1981  |
| (4524) Barklajdetolli  | 8 septembre 1981  |
| (4729) Mikhailmil'     | 8 septembre 1980  |
| (4740) Veniamina       | 22 octobre 1985   |
| (4778) Fuss            | 9 octobre 1978    |
| (4787) Shul'zhenko     | 6 septembre 1986  |
| (4811) Semashko        | 25 septembre 1973 |
| (4870) Shcherban'      | 25 octobre 1989   |
| (4936) Butakov         | 22 octobre 1985   |
| (4992) Kálmán          | 25 octobre 1982   |
| (5096) Luzin           | 5 septembre 1983  |
| (5101) Akhmerov        | 22 octobre 1985   |
| (5301) Novobranets     | 20 septembre 1974 |
| (5304) Bazhenov        | 2 octobre 1978    |
| (5412) Rou             | 25 septembre 1973 |
| (5419) Benua           | 29 septembre 1981 |
| (5421) Ulanova[1]      | 14 octobre 1982   |
| (5495) Rumyantsev      | 6 septembre 1972  |
| (5544) Kazakov         | 2 octobre 1978    |
| (5545) Makarov         | 1er novembre 1978 |
| (5572) Bliskunov       | 26 septembre 1978 |
| (5681) Bakulev         | 15 septembre 1990 |
| (5781) Barkhatova[2]   | 24 septembre 1990 |
| (5809) Kulibin         | 4 septembre 1987  |
| (5994) Yakubovich      | 29 septembre 1981 |
| (6082) Timiryazev      | 21 octobre 1982   |
| (6162) Prokhorov       | 25 septembre 1973 |

| (6220) Stepanmakarov                           | 26 septembre 1978 |
| (6631) Pyatnitskij                             | 4 septembre 1983  |
| (6681) Prokopovich                             | 6 septembre 1972  |
| (6682) Makarij                                 | 25 septembre 1973 |
| (6719) Gallaj[2]                               | 16 octobre 1990   |
| (6754) Burdenko                                | 28 octobre 1976   |
| (6954) Potemkin                                | 4 septembre 1987  |
| (6955) Ekaterina                               | 25 septembre 1987 |
| (7161) Golitsyn                                | 25 octobre 1982   |
| (7223) Dolgorukij[1]                           | 14 octobre 1982   |
| (7224) Vesnina                                 | 15 octobre 1982   |
| (7268) Chigorin                                | 3 octobre 1972    |
| (7278) Shtokolov                               | 22 octobre 1985   |
| (7320) Potter                                  | 2 octobre 1978    |
| (7381) Mamontov                                | 8 septembre 1981  |
| (7382) Bozhenkova                              | 8 septembre 1981  |
| (7413) Galibina[2]                             | 24 septembre 1990 |
| (7555) Venvolkov                               | 28 septembre 1981 |
| (7736) Nizhnij Novgorod                        | 8 septembre 1981  |
| (7858) Bolotov                                 | 26 septembre 1978 |
| (7913) Parfenov                                | 9 octobre 1978    |
| (7950) Berezov                                 | 28 septembre 1992 |
| (7979) Pozharskij                              | 26 septembre 1978 |
| (8088) Australia[2]                            | 23 septembre 1990 |
| (8134) Minin                                   | 26 septembre 1978 |
| (8145) Valujki                                 | 5 septembre 1983  |
| (8151) Andranada                               | 12 août 1986      |
| (8181) Rossini                                 | 28 septembre 1992 |
| (8332) Ivantsvetaev[1]                         | 14 octobre 1982   |
| (8471) Obrant                                  | 5 septembre 1983  |
| (8477) Andrejkiselev                           | 6 septembre 1986  |
| (8498) Ufa                                     | 15 septembre 1990 |
| (8612) Burov                                   | 26 septembre 1978 |
| (8982) Oreshek                                 | 25 septembre 1973 |
| (9014) Svyatorichter                           | 22 octobre 1985   |
| (9017) Babadzhanyan                            | 2 octobre 1986    |
| (9034) Oleyuria                                | 26 août 1990      |
| (9156) Malanin                                 | 15 octobre 1982   |
| (9514) Deineka                                 | 27 septembre 1973 |
| (9533) Aleksejleonov                           | 28 septembre 1981 |
| (9567) Surgut                                  | 22 octobre 1987   |
| (9612) Belgorod                                | 4 septembre 1992  |
| (9741) Solokhin                                | 22 octobre 1987   |
| (9838) Falz-Fein                               | 4 septembre 1987  |
| (9848) Yugra                                   | 26 août 1990      |
| (9914) Obukhova                                | 28 octobre 1976   |
| (10014) Shaim                                  | 26 septembre 1978 |
| (10016) Yugan                                  | 26 septembre 1978 |
| (10261) Nikdollezhal'                          | 22 août 1974      |
| (10266) Vladishukhov                           | 26 septembre 1978 |
| (10313) Vanessa-Mae                            | 26 août 1990      |
| (10504) Doga                                   | 22 octobre 1987   |
| (10675) Kharlamov                              | 1er novembre 1978 |
| (10684) Babkina                                | 8 septembre 1980  |
| (10711) Pskov                                  | 15 octobre 1982   |
| (10728) Vladimirfock                           | 4 septembre 1987  |
| (10729) Tsvetkova                              | 4 septembre 1987  |
| (11268) Spassky                                | 22 octobre 1985   |
| (11445) Fedotov                                | 26 septembre 1978 |
| (11446) Betankur                               | 9 octobre 1978    |
| (11791) Sofiyavarzar                           | 26 septembre 1978 |
| (11792) Sidorovsky                             | 26 septembre 1978 |
| (11793) Chujkovia                              | 2 octobre 1978    |
| (11826) Yurijgromov                            | 25 octobre 1982   |
| (12191) Vorontsova                             | 9 octobre 1978    |
| (12199) Sohlman                                | 8 octobre 1980    |
| (12704) Tupolev[2]                             | 24 septembre 1990 |
| (12978) Ivashov                                | 26 septembre 1978 |
| (12979) Evgalvasil'ev                          | 26 septembre 1978 |
| (13010) Germantitov                            | 29 août 1986      |
| (13046) Aliev                                  | 31 août 1990      |
| (13049) Butov                                  | 15 septembre 1990 |
| (13923) Peterhof                               | 22 octobre 1985   |
| (14318) Buzinov                                | 26 septembre 1978 |
| (14349) Nikitamikhalkov                        | 22 octobre 1985   |
| (14819) Nikolaylaverov                         | 25 octobre 1982   |
| (15203) Grishanin                              | 26 septembre 1978 |
| (15220) Sumerkin                               | 28 septembre 1981 |
| (15231) Ehdita                                 | 4 septembre 1987  |
| (15258) Alfilipenko                            | 15 septembre 1990 |
| (16419) Kovalev                                | 24 septembre 1987 |
| (18295) Borispetrov                            | 2 octobre 1978    |
| (18321) Bobrov                                 | 25 octobre 1982   |
| (20965) Kutafin                                | 26 septembre 1978 |
| (22253) Sivers                                 | 26 septembre 1978 |
| (22276) Belkin                                 | 21 octobre 1982   |
| (23411) Bayanova                               | 26 septembre 1978 |
| (23436) Alekfursenko                           | 21 octobre 1982   |
| (24602) Mozzhorin                              | 3 octobre 1972    |
| (24611) Svetochka                              | 26 septembre 1978 |
| (24637) Ol'gusha                               | 8 septembre 1981  |
| (24697) Rastrelli[2]                           | 24 septembre 1990 |
| (26795) Basilashvili                           | 26 septembre 1978 |
| (27659) Dolsky                                 | 26 septembre 1978 |
| (27660) Waterwayuni                            | 2 octobre 1978    |
| (30724) Peterburgtrista                        | 26 septembre 1978 |
| (30725) Klimov                                 | 26 septembre 1978 |
| (30821) Chernetenko                            | 15 septembre 1990 |
| (32766) Voskresenskoe                          | 21 octobre 1982   |
| (32768) Alexandripatov                         | 5 septembre 1983  |
| (32807) Quarenghi[2]                           | 24 septembre 1990 |
| (35053) Rojyurij                               | 25 octobre 1982   |
| (42479) Tolik                                  | 28 septembre 1981 |
| (46539) Viktortikhonov                         | 24 octobre 1982   |
| (65637) Tsniimash                              | 14 novembre 1979  |
| (69262) 1986 PV6                               | 12 août 1986      |
| 1. avec L. G. Karachkina 2. avec G. R. Kastel' |                   |